# Майкъл Морис
Майкъл Морис, 3-ти Барон Киланин (на английски: Michael Morris, 3rd Baron Killanin) е ирландски журналист, писател и спортен функционер. Той е шестият президент на МОК и упражнява дейността си от 1972 до 1980. През 1927 Майкъл Морис получава титлата барон Киланин, когато наследява мястото на чичо си в Благородниците на Обединеното кралство. Това му позволява да заеме място в Камарата на лордовете, когато навърши 21 години.
През 30-те години на 20 век Лорд Киланин започва кариера на журналист, но се отказва от нея и се записва като доброволец за Втората световна война.
През 1950 става президент на олимпийския комитет на Ирландия, а през 1952 става член на МОК. След олимпиадата в Мюнхен през 1972 е избран за президент на организацията
Ирландският лорд одобрява съдбовните решения на конгреса във Варна през 1973 г. Понятието аматьор изчезва от олимпийската харта и започва реформа, довела при Самаранч до влизането на професионални спортисти. Олимпизмът изпада в криза.
По време на неговото управление започват и големите бойкоти на олимпийските игри. Олимпиадите през 1976 и 1980 са бойкотирани от широк кръг страни. След игрите в Москва се оттегля и неговото място заема Хуан Антонио Самаранч.
Освен дейността си в МОК Лорд Киланин е управител и на няколко фирми. Взима участие и във филмовата индустрия, като през 1952 заедно с приятеля си Джон Форд създава и първия си филм – The Quiet Man.
Киланин умира през 1999 в къщата си в Дъблин.